# Aljoneüs ben Cantheras
Aljoneüs ben Cantheras was hogepriester in de Joodse tempel in Jeruzalem van 43 tot 44 na Chr. Hij was een zoon van Simon Cantheras ben Boëthus, die korte tijd eerder hogepriester was. Tussen Simon en Aljoneüs had alleen Matthias ben Ananus korte tijd het ambt bekleed. Aan Aljoneüs' hogepriesterschap kwam een einde toen Herodes Agrippa I, die hem in het ambt had aangesteld, overleed. Herodes van Chalcis, die nu van de Romeinse autoriteiten de bevoegdheid kreeg de hogepriester te benoemen, markeerde zijn positie door Jozef ben Kamei als nieuwe hogepriester aan te stellen.